# Pseudoglochina
Pseudoglochina is een ondergeslacht van het geslacht van insecten Dicranomyia binnen de familie steltmuggen (Limoniidae).

## Soorten
- D. (Pseudoglochina) angustapicalis (Alexander, 1931)
- D. (Pseudoglochina) apicialba (Alexander, 1965)
- D. (Pseudoglochina) bicinctipes (Brunetti, 1912)
- D. (Pseudoglochina) bilatior (Alexander, 1932)
- D. (Pseudoglochina) bilatissima (Alexander, 1932)
- D. (Pseudoglochina) biluteola (Alexander, 1950)
- D. (Pseudoglochina) bryophila (Alexander, 1934)
- D. (Pseudoglochina) dimelania (Alexander, 1935)
- D. (Pseudoglochina) eurymelania (Alexander, 1965)
- D. (Pseudoglochina) evanescens (Alexander, 1936)
- D. (Pseudoglochina) fuscolata (Alexander, 1936)
- D. (Pseudoglochina) hoskingi (Alexander, 1935)
- D. (Pseudoglochina) kobusi (de Meijere, 1904)
- D. (Pseudoglochina) laticincta (Edwards, 1928)
- D. (Pseudoglochina) microneura (Alexander, 1948)
- D. (Pseudoglochina) monocycla (Alexander, 1935)
- D. (Pseudoglochina) periscelis (Alexander, 1958)
- D. (Pseudoglochina) pictipes (Brunetti, 1918)
- D. (Pseudoglochina) ponapensis (Alexander, 1940)
- D. (Pseudoglochina) procella (Alexander, 1936)
- D. (Pseudoglochina) pulchripes (Alexander, 1920)
- D. (Pseudoglochina) querula (Alexander, 1937)
- D. (Pseudoglochina) riukiuensis (Alexander, 1929)
- D. (Pseudoglochina) unicinctipes (Alexander, 1929)
- D. pamela (Alexander, 1960)